# British South Africa Company

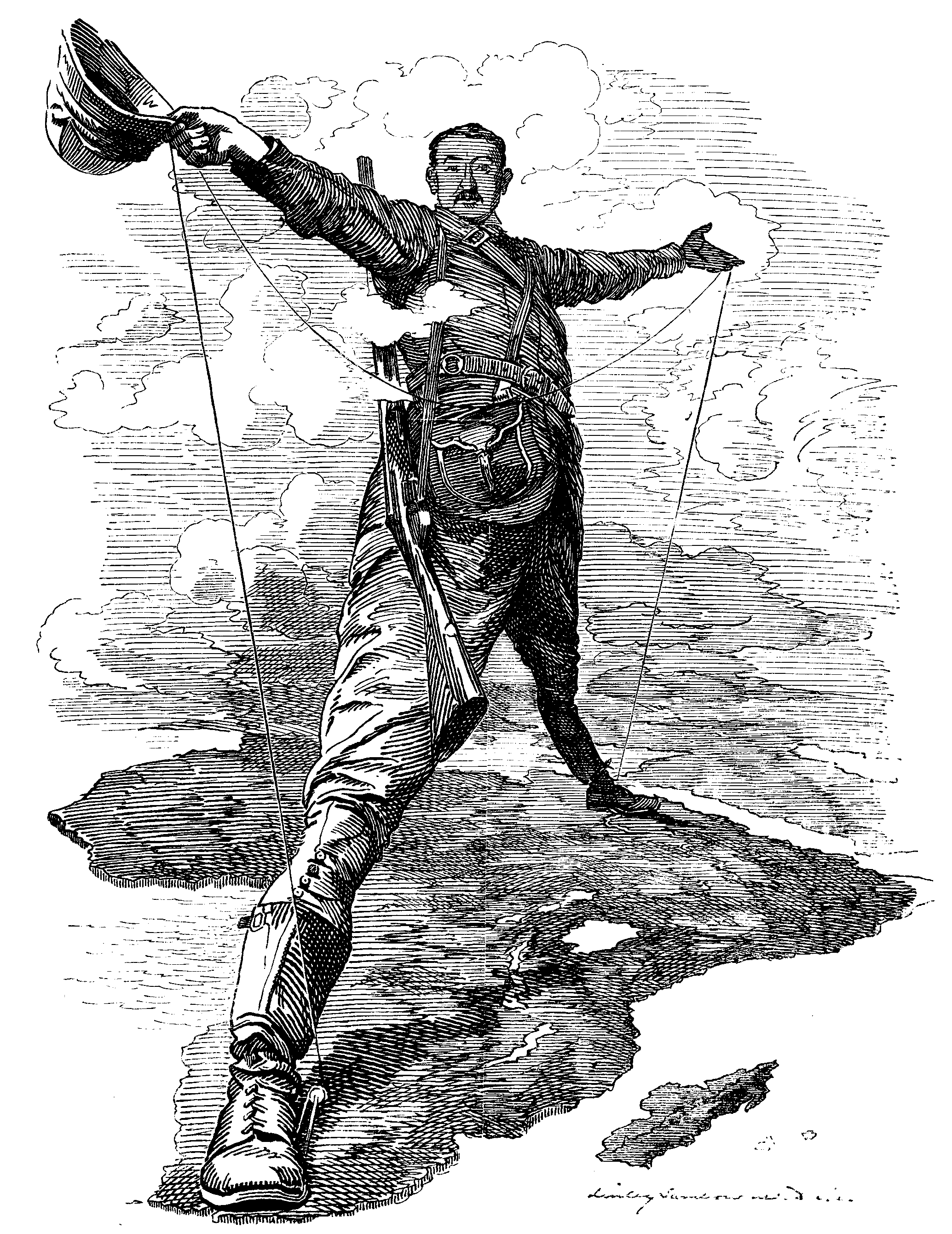
The Rhodes Colossus: Karikatur von Cecil Rhodes und Afrika von Kairo nach Kapstadt

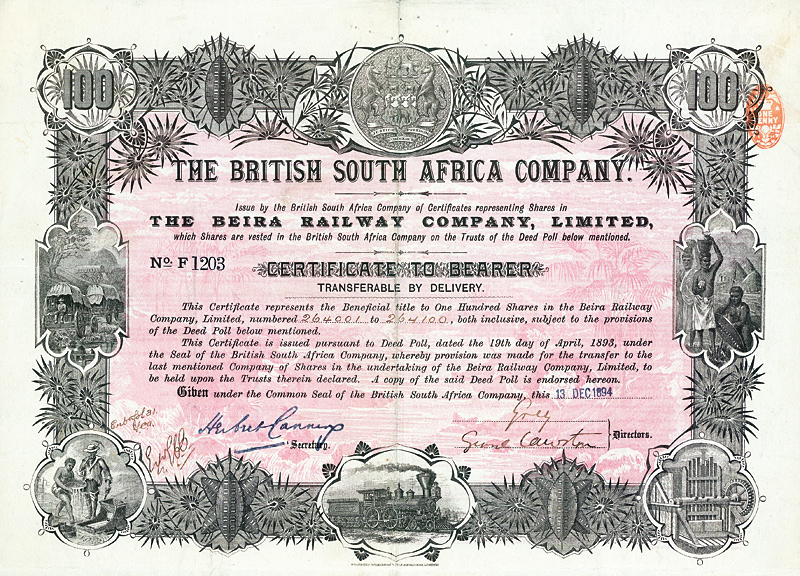
Aktie der British South Africa Company vom 13. Dezember 1894

Die British South Africa Company (BSAC oder BSACO, dt. Britische Südafrika-Gesellschaft, inoffiziell auch Chartered Company) war ein britisches Wirtschaftsunternehmen, das Gebiete von „Zambezia“ – heute Simbabwe und Sambia – erschloss und verwaltete. Sie wurde von Cecil Rhodes und Alfred Beit gegründet.
Der Engländer Charles Rudd hatte 1888 im Auftrag der Südafrikanischen Goldfelderkompanie vom Matabeleherrscher Lobengula die ausschließlichen Rechte auf Metalle und Mineralien in dessen Königreich erworben. Kurze Zeit später trat Edward Arthur Maund im Namen der Exploration Company mit gleichberechtigten und noch weiteren Ansprüchen auf.
Rhodes, Mitglied des Parlaments am Kap und Gründer der De Beers Diamond Mining Company in Kimberley, verstand es schließlich, die Einzelinteressen abzufinden und die British South Africa Company mit Alfred Beit zu gründen. Um die Finanzen der Unternehmung kümmerte sich Beit. Er und Rhodes übernahmen Anteile im Wert von 120.000 Pfund Sterling, De Beers übernahm 200.000 Pfund, Gold Fields übernahm fast 100.000 Pfund und die Exploration Company übernahm 75.000 Pfund. Die Gesellschaft verkaufte vor allem in Rhodesien Schürfrechte unter der Bedingung einer 50-%-Beteiligung an den Erzfunden. Das Unternehmen erhielt am 15. Oktober 1889 einen Schutzbrief (Royal Charter) der britischen Regierung, der ihr fast vollständige Selbstständigkeit in der Verwaltung von Matabele-, Maschona- und Manikaland gewährte. Nur die auswärtigen Beziehungen waren Großbritannien vorbehalten. Ab 1899 übte die BSAC auch die Kontrolle über das Barotseland aus, später Nordwest-Rhodesien genannt, seit 1900 auch über Nordost-Rhodesien.
Eine Expedition unter Oberst Pennefather besetzte im September 1890 Südrhodesien. Als man später gegen Manika vorrückte, kam es im Mai 1891 zu einem blutigen Konflikt mit den Portugiesen bei Massi Kessi. Daraufhin erzwang die britische Regierung am 11. Juni 1891 einen Vertrag, durch den Manika und deren Goldfelder in den Besitz der BSAC übergingen.

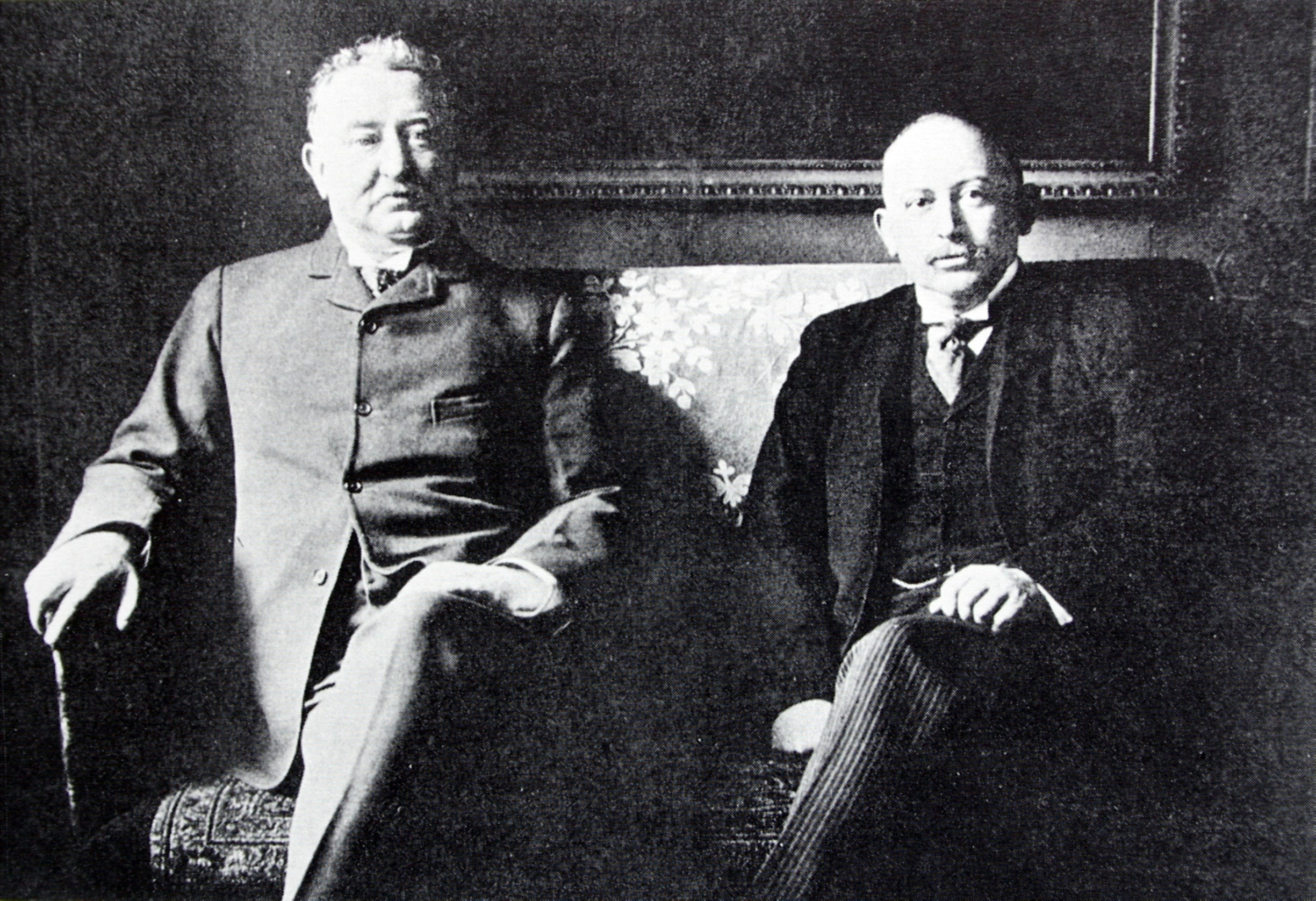
Cecil Rhodes und Alfred Beit 1896

Die Matabele unter Lobengula wurden 1893 besiegt und 1896 unter die unmittelbare Herrschaft der British South Africa Company gebracht. In die neue Kolonie strömten bald eine Menge Siedler und Goldgräber. 1897 zählte man etwa 7.000 Weiße und 1899 in der Hauptstadt Bulawayo allein 4.000 Einwohner. Die neue, meerferne Kolonie wurde umgehend durch zwei Eisenbahnstrecken erschlossen. Die erste, von Mafeking, dem Verwaltungssitz des britischen Betschuanaland, nach Bulawayo, wurde von 1896 bis November 1897 gebaut. Die zweite, zwischen Beira im damals portugiesischen Mosambik und Salisbury, dem heutigen Harare, wurde am 1. Mai 1899 dem Verkehr übergeben.
Die British South Africa Company war, wie sich in der Jameson Raid zeigte, ein Instrument der britischen Kolonialpolitik, die London Möglichkeiten bot, nicht als unmittelbarer Akteur in Erscheinung zu treten. Ab dem Januar 1898 stand die BSAC unter „sehr verschärfter“ Kontrolle durch die britischen Kolonialbehörden. Dieses Doppelspiel britischer Gewaltpolitik in Afrika südlich des Sambesi wurde international ausdrücklich missbilligt. Zudem war die BSAC bei ihrer Gründung verpflichtet worden, das Britische Empire zu ihrem Erben zu machen.